# Улица Джангара (Элиста)
Улица Джангара — одна из основных улиц Элисты. Вместе с улицей Кирова образует важную транспортную артерию, связывающую север и юг города.
Улица названа в честь главного героя калмыцкого эпоса «Джангар».

## Расположение и общее описание
Улица Джангара протяжённостью более 1,8 километра, она берёт своё начало от перекрестка с кольцевой схемой организации дорожного движения с улицами Ленина и Кирова, разделяет 1-й микрорайон города, образует площадь на пересечении с улицей Будённого и затем плавно переходит в федеральную автодорогу Элиста - Волгоград. Проезжая часть на участке от пересечения с улицей Хомутникова и до пересечения с улицей Будённого является четырёхполосной - по одной полосе движения в каждую сторону.
Нумерация осуществляется по направлению с юга на север: по правой стороне - нечётные здания, по левой - чётные. В границах 1-й микрорайона используется используется не поуличный, а поквартальный принцип нумерации зданий.

## Достопримечательности
- Памятник "Золотой всадник"

Золотой всадник

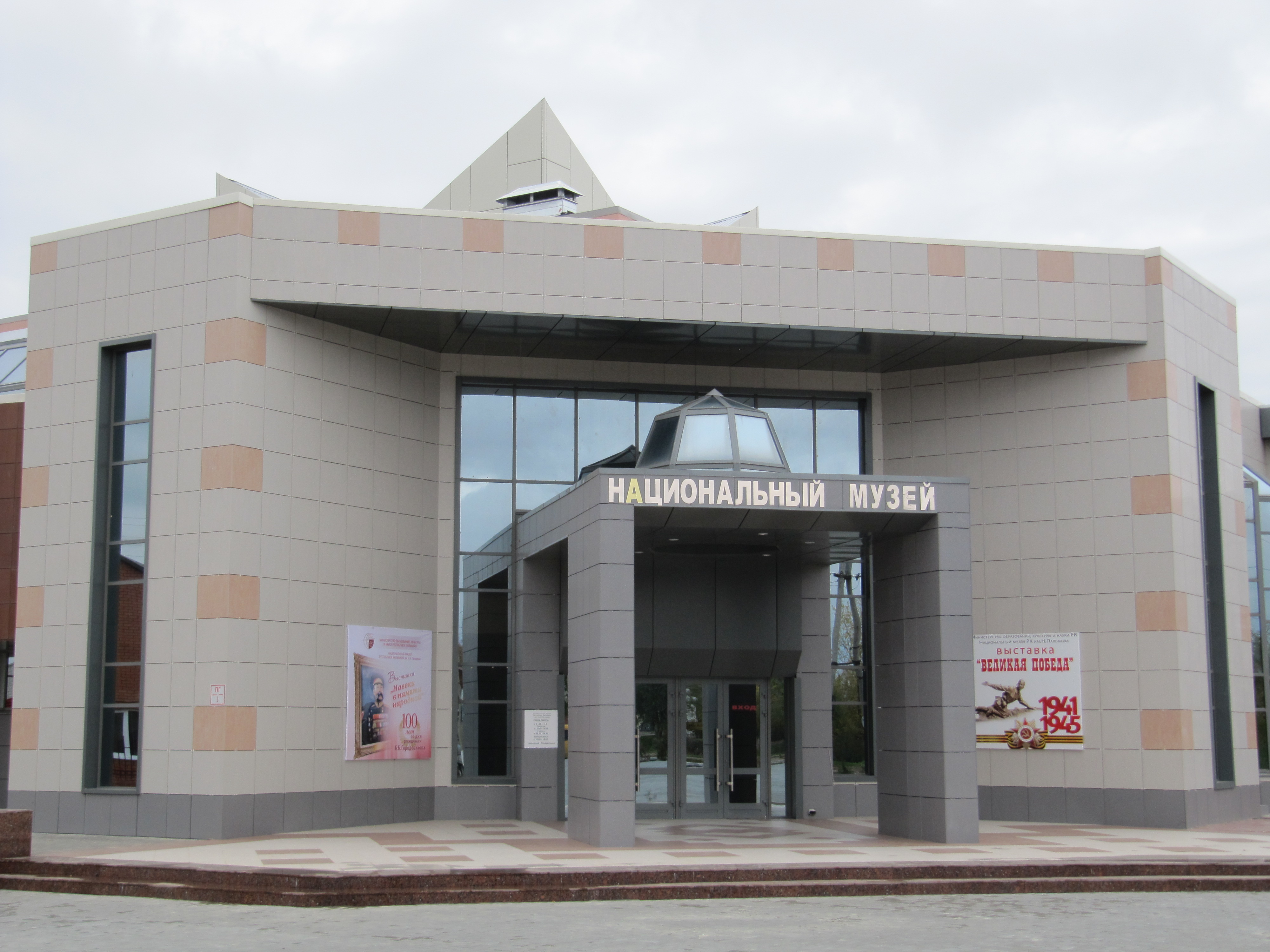
Национальный музей Калмыкии

- Национальный музей имени Пальмова (ул. Джангара, 9)
- Театр юного зрителя "Джангар" (улица Джангара, 11).